# Leptostylopsis smithi
Leptostylopsis smithi es una especie de escarabajo longicornio del género Leptostylopsis, tribu Acanthocinini, familia Cerambycidae. Fue descrita científicamente por Gahan en 1895.

## Distribución
Se distribuye por Granada y San Vicente y las Granadinas.

## Descripción
La especie mide 7-10 milímetros de longitud. El período de vuelo ocurre en los meses de enero, abril, junio, julio y diciembre.